# NBCC-Miramichi
 (décembre 2023).
Le New Brunswick Community College-Miramichi Campus (littéralement Collège communautaire du Nouveau-Brunswick-Campus de Miramichi en français) est un établissement d'enseignement supérieur (CCNB) situé à Miramichi, au Nouveau-Brunswick (Canada).